# Cantata dei Pastori
La Cantata dei Pastori è un'opera del teatro religioso tardo-seicentesco, scritta in versi, in cui viene rappresentata la nascita di Gesù.

## Autore
La prima edizione fu pubblicata da Andrea Perrucci (1651-1706) nel 1698 con il titolo: Il Vero Lume tra l'Ombre, ovvero la Spelonca Arricchita per la Nascita del Verbo Umanato, usando lo pseudonimo di Ruggiero Casimiro Ugone.

## Trama
La trama narra il viaggio di Maria e Giuseppe verso Betlemme e delle insidie che i Diavoli frappongono loro per impedire la nascita di Gesù. I Diavoli saranno infine sconfitti ad opera degli Angeli e, al termine, vi sarà l'adorazione dei vari e classici personaggi del presepe: pastori, cacciatori e pescatori.
Tra i protagonisti della sacra rappresentazione viene inserito Razzullo, uno scrivano inviato in Palestina per il censimento, comico personaggio popolano perennemente affamato.

## Fortuna dell'opera
Fu successivamente rivista in numerose riedizioni e, alla fine del ‘700, vi fu introdotto un altro personaggio comico, Sarchiapone, un barbiere in fuga per aver commesso due omicidi. Con il tempo, il tono dell'opera ha virato sempre più verso il comico e il profano, tanto che nel 1889 la sua rappresentazione fu temporaneamente sospesa.
Un saggio di Roberto De Simone  sull'opera e la sua tradizione è stato pubblicato da Einaudi nel 2000 (La Cantata dei pastori, 2000, Einaudi Saggi).
Per quarant'anni la cantata (fino al 2013) è stata messa in scena durante il periodo natalizio al teatro Trianon di Napoli dalla compagnia teatrale di Peppe Barra.
Il 26 dicembre 2012 è stato trasmesso su Rai 1 un cartone animato basato su quest'opera, sceneggiato da Nicola Barile e coprodotto da Rai Fiction e Mad entertainment.

## Prosa radiofonica
- La cantata dei pastori, di Andrea Perrucci, con Achille Millo, Anna Miserocchi, Ubaldo Lay, Riccardo Cucciolla, Antonio Battistella, Mario Colli, Roberto Bertea, Massimo Turci, Aleardo Ward, regia di Anton Giulio Majano, trasmessa il 24 dicembre 1958 per la RAI